# Księga Dimmy

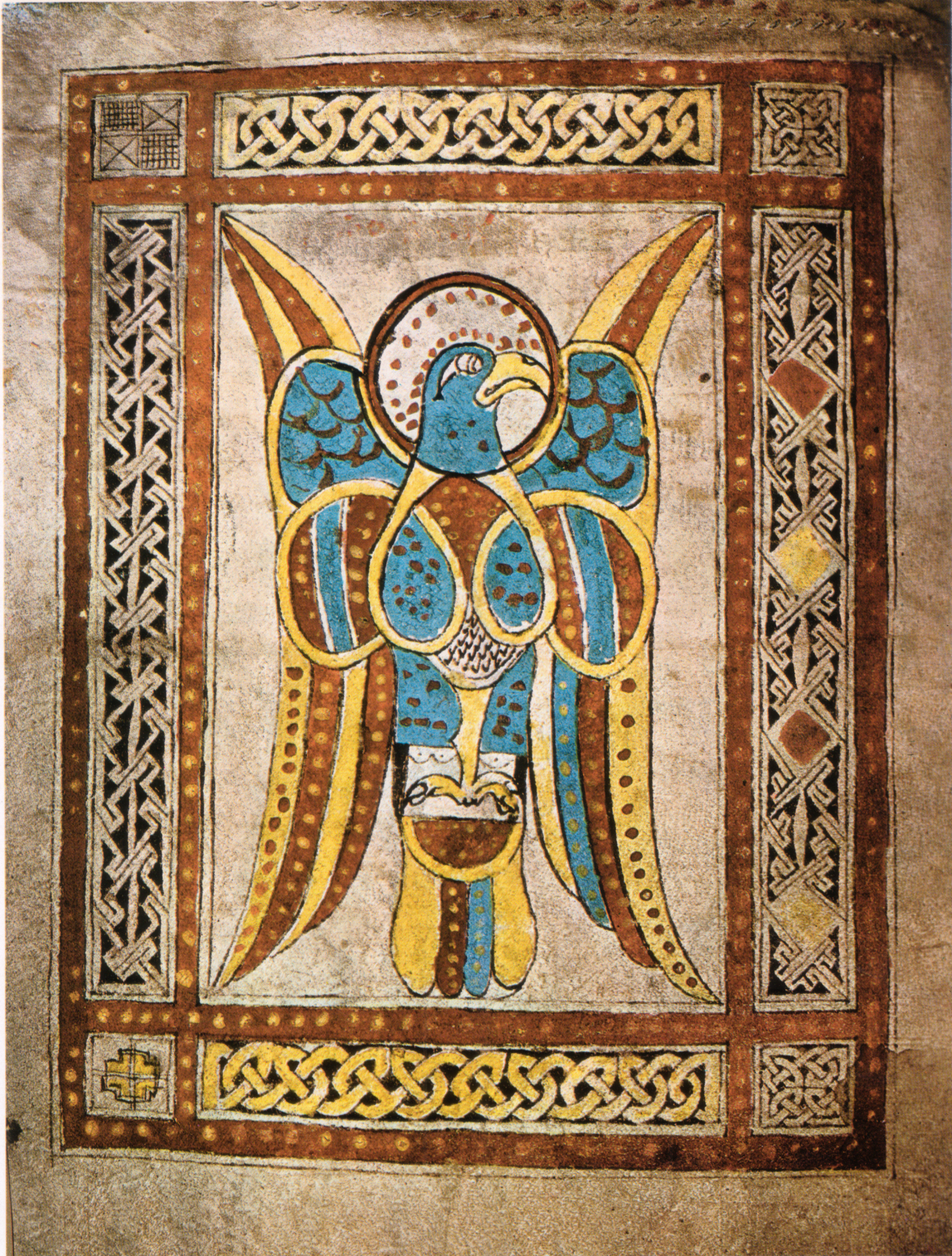
Karta z manuskryptu z przedstawieniem św. Jana pod postacią orła

Księga Dimmy – kieszonkowy irlandzki ewangeliarz z VIII wieku. Znajduje się w zbiorach Trinity College w Dublinie (sygnatura MS.A.IV.23).
Księga powstała prawdopodobnie w opactwie Roscrea. Tradycja przypisuje jej autorstwo skrybie imieniem Dimma, który miał ją wykonać dla św. Crónána. Powstaniu księgi miał towarzyszyć cud: Dimma miał na jej wykonanie tylko dobę, w trakcie jego pracy słońce nie zachodziło jednak przez 40 dni. Atrybucja księgi jest jednak podawana w wątpliwość, gdyż imię Dimmy wpisano w kodeksie dopiero w X lub XI wieku, a styl pisma wskazuje, iż nad kodeksem pracowało kilka osób. Tekst zabytku reprezentuje starołaciński przekład Ewangelii, z obszernymi rewizjami dokonanymi w oparciu o Wulgatę.
Manuskrypt ma wymiary 175×142 mm i składa się z 74 kart in folio. W XII wieku umieszczono go w ozdobnej kasetce (cumdach). Każda z Ewangelii poprzedzona jest miniaturą przedstawiającą danego Ewangelistę. Zostali oni wyobrażeni jako mężczyźni trzymający księgi, z wyjątkiem św. Jana, którego ukazano pod postacią orła. Między Ewangeliami Łukasza i Jana znajduje się tekst Missa pro infirmitis, dodany na początku II tysiąclecia. Ewangelie synoptyczne pisane są insularną kursywną minuskułą, ciasno zbitymi literami, przypominającą niedokładne pismo odręczne. Ewangelię Jana zapisano natomiast wytwornym, eleganckim charakterem pisma.